# Mistrzostwa Polski w Skokach Narciarskich 1966
41. Mistrzostwa Polski w Skokach Narciarskich – zawody o mistrzostwo Polski w skokach narciarskich, które odbyły się w dniach 30 stycznia - 20 marca 1966 roku na skoczni Malinka w Wiśle i Wielkiej Krokwi w Zakopanem.
W konkursie indywidualnym na skoczni normalnej zwyciężył Józef Przybyła, srebrny medal zdobył Piotr Wala, a brązowy – Stanisław Murzyniak. Na dużym obiekcie najlepszy okazał się Przybyła przed Józefem Kocyanem i Walą.

## Wyniki

### Konkurs indywidualny na normalnej skoczni (Wisła, 30.01.1966)
| Miejsce | Zawodnik            | Klub                  | Skok 1 | Skok 2 | Punkty |
| ------- | ------------------- | --------------------- | ------ | ------ | ------ |
| 1.      | Józef Przybyła      | WKS Zakopane          | 69,5   | 80,0   | 205,9  |
| 2.      | Piotr Wala          | KKS Bielsko-Biała     | 68,0   | 79,5   | 205,2  |
| 3.      | Stanisław Murzyniak | WKS Zakopane          | 70,5   | 77,0   | 203,7  |
| 4.      | Józef Kocyan        | LKS Wisła Istebna     | 69,0   | 78,0   | 203,4  |
| 5.      | Andrzej Sztolf      | AZS Zakopane          | 71,5   | 77,0   | 202,2  |
| 6.      | Antoni Łaciak       | LKS Skrzyczne Szczyrk | 68,5   | 76,0   | 199,9  |
| 7.      | Stefan Przybyła     | LKS Skrzyczne Szczyrk | 69,5   | 74,0   | 193,8  |
| 8.      | Sławomir Kardaś     | WKS Zakopane          | 69,5   | 74,0   | 193,3  |

W konkursie wzięło udział 50 zawodników.

### Konkurs indywidualny na dużej skoczni (Zakopane, 20.03.1966)
| Miejsce | Zawodnik                  | Klub                   | Skok 1 | Skok 2 | Punkty |
| ------- | ------------------------- | ---------------------- | ------ | ------ | ------ |
| 1.      | Józef Przybyła            | WKS Zakopane           | 98,5   | 97,5   | 217,0  |
| 2.      | Józef Kocyan              | LKS Wisła Istebna      | 91,0   | 84,0   | 190,0  |
| 3.      | Piotr Wala                | KKS Bielsko-Biała      | 80,5   | 93,5   | 187,0  |
| 4.      | Erwin Fiedor              | WKS Zakopane           | 84,0   | 85,5   | 184,5  |
| 5.      | Ryszard Witke             | Śnieżka Karpacz        | 80,5   | 90,0   | 182,5  |
| 6.      | Władysław Bachleda Żarski | Wisła-Gwardia Zakopane | 79,0   | 87,5   | 177,5  |
| 7.      | Jan Kawulok               | Start Wisła            | 81,0   | 82,0   | 171,5  |
| 8.      | Antoni Łaciak             | LKS Skrzyczne Szczyrk  | 81,0   | 77,0   | 166,5  |

W konkursie wzięło udział 25 zawodników.